# Bento Prado Júnior
Bento Prado de Almeida Ferraz Júnior, conhecido como Bento Prado, ou Prado Jr. (Jaú, 21 de agosto de 1937 — São Carlos, 12 de janeiro de 2007), foi filósofo, escritor, professor, crítico literário, tradutor e poeta brasileiro. Lecionou na Universidade de São Paulo, posteriormente na Pontifícia Universidade Católica de São Paulo, e na Universidade Federal de São Carlos. Prado foi um dos principais personagens da construção do estudo de filosofia no país.

## Carreira e biografia
Na USP defendeu em 1965 sua tese de livre-docência sobre Henri Bergson. Presença e campo transcendental: consciência e negatividade na filosofia de Bergson, defendida em 1965, só seria lançado em livro no ano de 1988, pela Edusp – em 2002, foi traduzido e publicado na França. Editou apenas mais três títulos: Alguns ensaios, em que reúne artigos de filosofia e de crítica literária (Max Limonad, 1985) e Erro, ilusão, loucura (Editora 34, 2004). Organizou ainda Filosofia da psicanálise (Brasiliense, 1991).
"Todos os estudos que versam sobre Bergson, assim como sobre a fenomenologia francesa do século 20, que inclui autores como Jean-Paul Sartre e Maurice Merleau-Ponty, precisam manter uma interlocução com os livros e ensaios de Bento Prado".
Graduação na USP e pós-doutorado no Centre National de la Recherche Scientifique, professor titular na Universidade Federal de São Carlos.
Produziu obras bastante ecléticas, entre elas: história da filosofia, filosofia da psicanálise, filosofia da linguagem, crítica literária e poesia. É tido, por muitos, como um dos maiores ensaístas da filosofia brasileira.
Em 1985, publicou "Alguns Ensaios: Filosofia, Literatura e Psicanálise", obra com que começou a se destacar como escritor.
Foi colaborador da Unicamp, Unesp, PUC-SP e foi professor emérito da USP.

## Cassação, exílio, retorno
Foi aposentado compulsoriamente pela ditadura militar em abril de 1969, na ação conduzida pelo então ministro da Justiça, Gama e Silva, na verdade reitor licenciado da universidade, contra seus próprios colegas, inclusive o vice-reitor em exercício, Hélio Lourenço. Bento Prado Jr. foi cassado juntamente com seu colega José Arthur Giannotti e autoexilou-se na França, de onde somente retornou no final dos anos 1970, para lecionar, primeiro na Pontifícia Universidade Católica de São Paulo e depois na UFSCar, onde se tornou titular.

## Suas obras
- "Presença e Campo Transcendental: Consciência e Negatividade na Filosofia de Bergson", Edusp, 1989
- "Filosofia da Psicanálise", Brasiliense, 1991
- "Alguns Ensaios", Paz e Terra, 2000
- "Erro, Ilusão, Loucura" Editora 34, 2004
- "A retórica de Rousseau e outros ensaios", organizado por Franklin de Mattos, Cosac Naify, 2008
- "Ipseitas", organizado por Vladimir Safatle, Grupo Autência, 2017